# Otto Merz

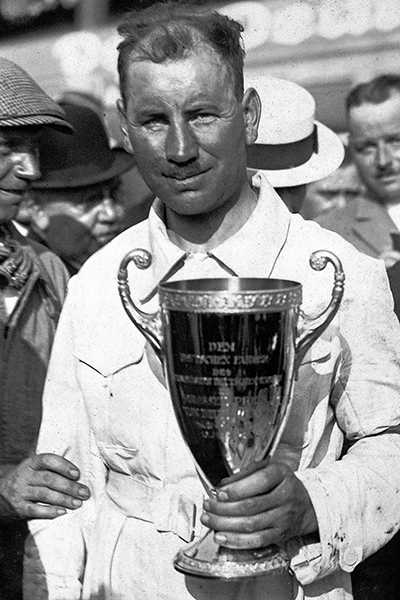
Otto Merz 1928

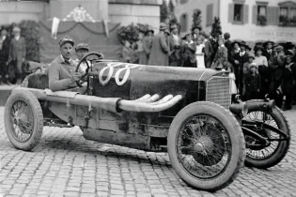
Otto Merz beim Rennen auf den Klausenpass 1921

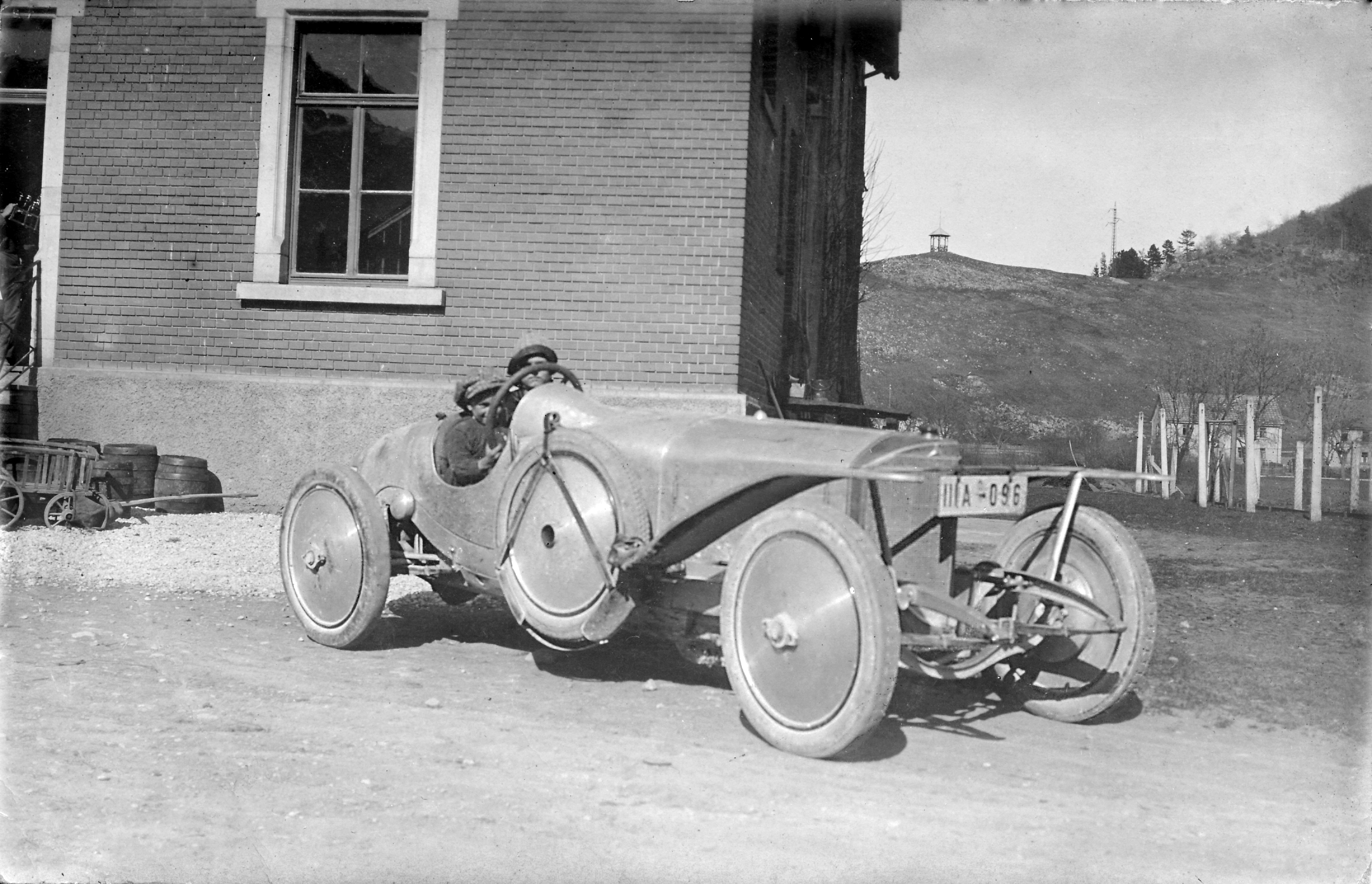
Otto Merz’ Ehefrau und Tochter in seinem Mercedes-Rennwagen vor der Zementwerkskantine in Schelklingen, welche von seinem Schwiegervater betrieben wurde, April 1923

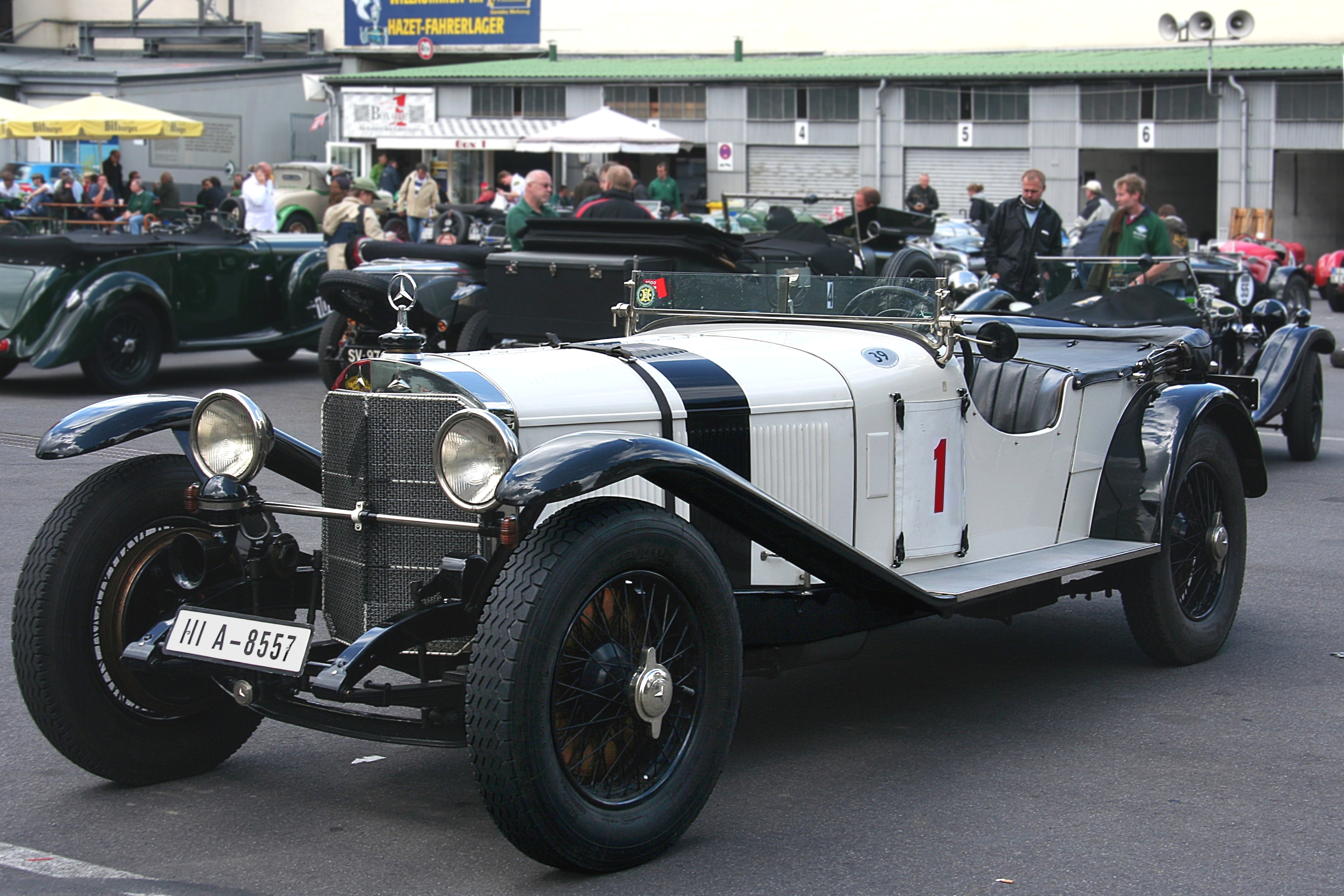
Mercedes-Benz Typ S, wie ihn Merz 1927 fuhr, beim DAMC 05 Oldtimer Festival Nürburgring

Otto Merz (* 12. Juni 1889 in Esslingen am Neckar; † 18. Mai 1933 in Berlin) war ein deutscher Automobilrennfahrer. Er fuhr sowohl Rundstrecken- als auch Berg- und Langstreckenrennen.
Merz war beim Attentat von Sarajevo auf Erzherzog-Thronfolger Franz Ferdinand von Österreich-Este als Fahrer tätig.

## Herkunft und Familie
Merz war ein Sohn des Schlossers Karl Gottlob Merz und dessen Ehefrau Christine Margarete Merz geborene Blessing, wohnhaft in Esslingen. Zum Zeitpunkt seiner Eheschließung war Otto Merz ebenfalls in Esslingen ansässig. Er heiratete in Schelklingen am 19. Oktober 1918 Maria Hoch, Haustochter, geboren in Allmendingen am 22. Januar 1889, Tochter des Leo Hoch und der Maria Hoch geborene Autenrieth und Enkeltochter des Anton Hoch. Ihr Vater war Kantinenpächter in der Zementfabrik in Schelklingen. Merz arbeitete als Chauffeur; beide Eheleute waren evangelisch.

## Leben
Otto Merz war Kraftfahrzeughandwerker und kam 1906 zur Daimler-Motoren-Gesellschaft, wo er bald als Rennmechaniker arbeitete. Seit 1923 fuhr er Rennen für Mercedes. Bereits im nächsten Jahr stellten sich erste Erfolge ein. 1925 bzw. 1926 gewann er unter anderem das Solitude-Rennen sowie zusammen mit Walter Gärtner den Großen Preis von Europa für Tourenwagen in Spanien.
Merz war 1914 als Fahrer von Alexander von Boos zu Waldeck tätig. Beim Attentat von Sarajevo fuhr er den dritten Wagen der Kolonne. Beim Anschlagsversuch von Nedeljko Čabrinović rollte die Granate unter das Fahrzeug von Merz. Verletzt wurden Erik von Merizzi und Graf Boos-Waldeck. Beim zweiten Attentatsversuch trug Merz den schwer verletzten Franz Ferdinand von Österreich-Este in Oskar Potioreks Residenz, den Konak.
Am 17. Juli 1927 gewann Merz auf einem Mercedes-Benz S den 2. Großen Preis von Deutschland für Sportwagen bzw. den ersten Großen Preis auf dem Nürburgring. Gefahren wurden 18 Runden bzw. 508,752 km auf einer Kombination von Nord- und Südschleife. Otto Merz mit Beifahrer Eugen Salzer siegte in 4:59:35,6 Stunden bzw. mit einer Durchschnittsgeschwindigkeit von 101,82 km/h vor seinem Teamgefährten Christian Werner.
1928 gewann die Mannschaft Caracciola/Werner den Großen Preis von Deutschland auf dem Nürburgring. Otto Merz, der trotz extremer Hitze als einziger ohne Ablösung fuhr, wurde nach einem Reifenschaden in 4:56.02,0 Stunden bzw. mit 103,10 km/h Zweiter.
In den nächsten Jahren nahm Merz nur noch an wenigen Rennen teil, unter anderem an der RAC Tourist Trophy und an Langstreckenrennen. Nach dem Großen Preis von Deutschland 1931, bei dem er mit einem Mercedes-Benz SSKL Fünfter geworden war, zog er sich für zwei Jahre vom Rennsport zurück.
1933 meldete Merz mit einem stromlinienverkleideten SSKL für das Rennen auf der AVUS in Berlin. Während des Trainings wurde sein Wagen wahrscheinlich von einer Seitenbö erfasst; Merz verunglückte tödlich.

## Verweise